# 東北薩默塞特 (英國國會選區)
東北薩默塞特（英語：North East Somerset），英國國會一郡選區，包括英格蘭西南部薩默塞特郡，除了巴斯市以外的整個巴斯-東北薩默塞特。
始於2010年。2010年大選中保守黨的雅各·里斯-莫格以41.3%選票擊敗尋求連任的原選區議員、工黨的丹·諾里斯。